# Нижний Искуш
Нижний Искуш (баш. Түбәнге Исҡуш) — село в Белокатайском районе Республики Башкортостан Российской Федерации. Центр Нижнеискушинскому сельсовету.

## География

### Географическое положение
Расстояние до:
- районного центра (Новобелокатай): 25 км,
- ближайшей ж/д станции (Ункурда): 62 км.

## Население
| 2002 | 2009 | 2010 |
| ---- | ---- | ---- |
| 467  | ↘441 | ↘394 |

Согласно переписи 2002 года, преобладающая национальность — русские (92 %).